# Nikkor

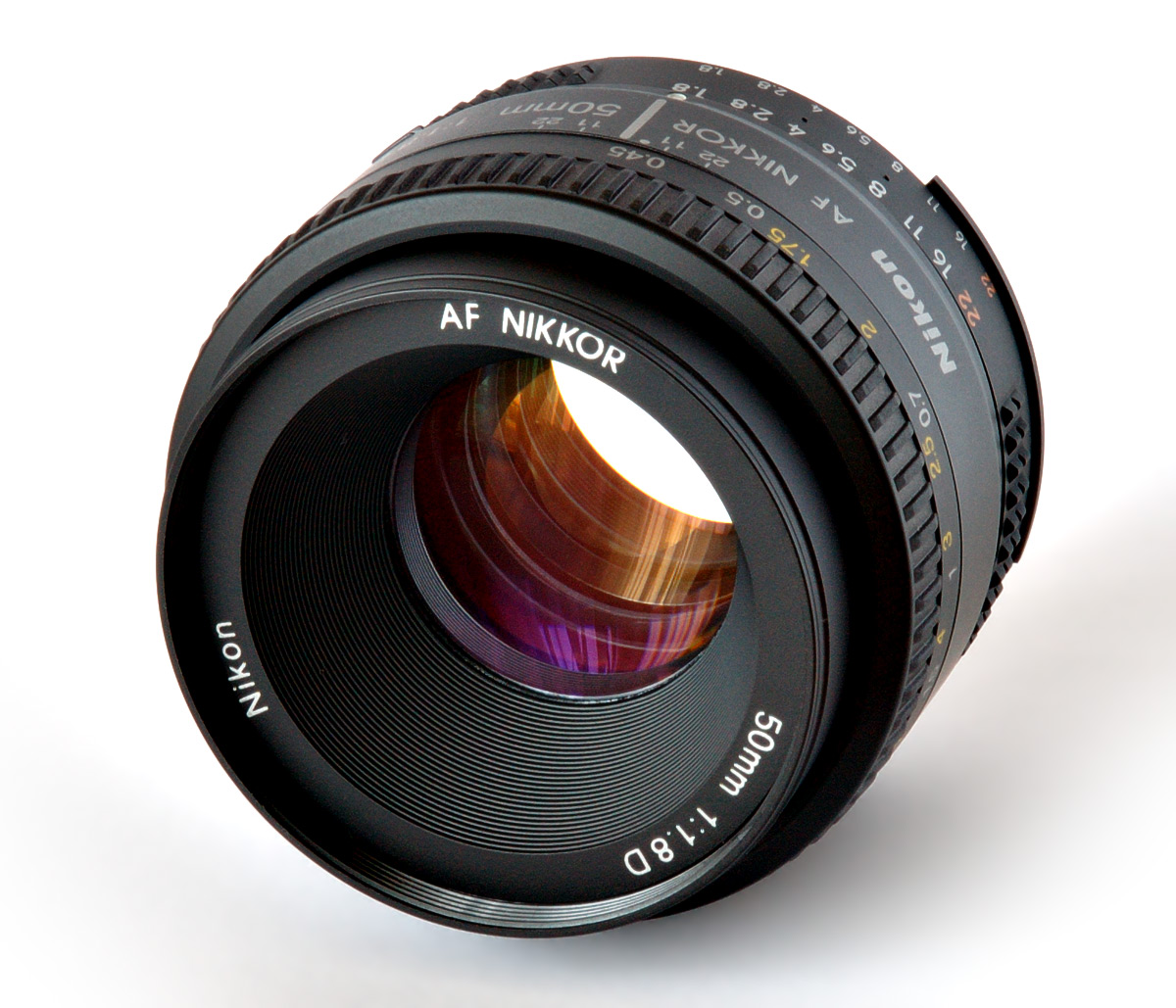
Nikkor 50mm ƒ/1.8-objectief voor de Nikon F-mount

Nikkor is een merk objectieven geproduceerd door Nikon, waaronder cameraobjectieven voor de Nikon F-vatting (F-mount).
De Nikkor-objectieven werden geïntroduceerd door Nippon Kogaku K.K. (Nikons oorspronkelijke naam) in 1932. Aanvankelijk gebruikte Nikon de aanduiding 'Nikkor' uitsluitend voor zijn optica in de hoogste kwaliteitsklasse, maar tegenwoordig zijn alle Nikonobjectieven van het merk Nikkor.

## Bekende objectieven
Enkele bekende Nikkorobjectieven zijn:
- F-mount-objectieven voor 35mm-SLR- en DSLR-fotografie.
- Objectieven voor Bronica- en Plaubel Makina-middenformaatcamera's.
- Objectieven voor Nikon S-serie- en Leica-meetzoekercamera's.
- Amfibische objectieven voor Nikonos-onderwatercamera's.
- Objectieven voor grootformaatfotografie.
- EL-Nikkor-vergrotingsobjectieven.
- Het objectief van Canons eerste of tweede camera, de Hanza Canon.
- Microscoop-objectieven.
- Industriële objectieven, waaronder die voor het Japanse leger tijdens de Tweede Wereldoorlog.